# 速水昌未
速水 昌未（はやみ まさみ、1970年8月25日- ）は、兵庫県芦屋市出身の女優、元歌手。身長162cm、体重48kg。B82、W58、H83。過去活動時の所属事務所はエスワン・カンパニー、所属レコード会社はCBS・ソニーであった。本名若林昌未

## 略歴
妹がいる。セント・ジョセフ・インターナショナル・カレッジに通学していた。エスワン・カンパニーの社長にスカウトされたのがデビューのきっかけ。デビュー作は1987年1月7日放送のTBS・向田邦子新春スペシャル『麗子の足』。デビュー当時「第2の後藤久美子」と言われていた。雑誌に「留学を目指していてできたらアイドルは辞める」と発言している。念願の留学を果たした後、芸能界を引退。その後は母親の経営するアパレル会社でデザイナーとして活動。その様子はテレビのワイドショーでも紹介された。
2000年、デザイナーとしてTBS系「ジャスト」にて洋服リフォームのコーナーを担当（1年間レギュラー出演）。2016年2月12日、TBS系「爆報! THE フライデー」に出演

## 出演

### CM
- キリンビバレッジ キリンオレンジ（1987年）
- シマヤ　つゆ自慢　シリーズ（1988年）
- 花王 ロリエセフティロング（1989年、中村綾・高橋里華と共演）
- 日本エアシステム沖縄'89（1989年）

### ドラマ・バラエティー
- 六本木ダンディーおみやさん（1987年、朝日放送） - 朝倉めぐみ 役
- 向田邦子新春スペシャル「麗子の足」（1987年、TBS）
- あなたもスターになりますか（1987年、TBS）
- 桃色学園（1988年、フジテレビ）
- 花のあすか組!（1988年、フジテレビ） - 全中裏・裏番十人衆の1人「風」 役
- アッコにおまかせ（1988年、TBS）
- 火曜ワイドスペシャル「ドキッ!丸ごと水着!女だらけの水泳大会（1988年、1989年、フジテレビ）
- オールナイトフジ（1989年、フジテレビ） - MCレギュラー出演（Billbord Hot 100コーナー担当）

## ディスコグラフィ

### シングル
1. 異性 （1987年4月22日）
  - 作詞：松本隆、作曲：奥慶一、編曲：新川博
  - キリンオレンジCMイメージソング
2. 鏡の中のひとりごと